# Знам'янка II
Знам'янка II — зупинний пункт Знам'янської дирекції залізничних перевезень Одеської залізниці на лінії Чорноліська — Знам'янка-Пасажирська між станціями Знам'янка (5 км) та Чорноліська (7 км) у смт Знам'янка Друга Знам'янської міської ради Кіровоградської області.

## Рух станцією
Тут мають зупинку потяги приміського сполучення. Потяги далекого сполучення не зупиняються.
Маршрути потягів приміського сполучення:
- Знам'янка-Пасажирська — ім. Тараса Шевченка (1 пара)
- Знам'янка-Пасажирська — ім. Тараса Шевченка — Цвіткове (3 пари)
- Знам'янка-Пасажирська — ім. Тараса Шевченка — Цвіткове — Миронівка (1 пара)
- Знам'янка-Пасажирська — Помічна (1 пара)
- Знам'янка-Пасажирська — Помічна — Колосівка — Одеса-Головна (1 пара)